# Lisa Dodd
Lisa Nicole Dodd (San Diego, Kalifornia, 1984. szeptember 4.) amerikai softballjátékos és -edző. 2013 és 2017 között a UNLV Rebels, 2018–2019-ben a Santa Clara Broncos vezetőedzője volt.

## Fiatalkora
Három évig a Mira Mesa Senior High Schoolba járt, negyedik évét pedig a University City High Schoolban töltötte. 2003-ban elnyerte a Gatorade Év softballjátékosa díját. Ezután a nemzeti junior softballválogatott tagja volt, amely a 2003. októberi világbajnokságon ezüstérmet szerzett.
2004 és 2007 között a UCLA Bruins játékosa volt; háromszor nyerte el az All-Region és az All-Pac-10 elismerést. 36 hazafutása országosan a nyolcadik legjobb eredmény. 2004-ben, 2005-ben és 2006-ban csapata kijutott a Women’s College World Seriesre, 2006-ban pedig konferenciabajnokok lettek. 2007-ben ő vezette az ütési átlag, a hazafutások és az ütésből befutott pontok számának országos ranglistáját; az évben elnyerte az NFCA All-America és az All-Pac-10 elismerést.
2008-ban szerzett alapdiplomát a UCLA-n szociológia szakon női tanulmányok minorral.

## Játékosként
2007-ben szerzett diplomát, ezután két szezont töltött Olaszországban, ahol csapata megnyerte a 2007-es Európa- és a 2008-as olasz bajnokságot.

## Edzőként
2008-ban a UCLA Bruins edzőhelyettese volt, majd a 2009-es szezon előtt Matt Meuchel vezetőedző alatt a Nevada Wolf Pack helyettese és ütőedzője lett. Egy szezon után, 2010-ben távozott, majd 2012-ig Mike White helyetteseként az Oregon Ducks munkatársa volt. 2012 nyarán a Carolina Diamonds helyetteseként dolgozott.
2012. június 21-én a UNLV Rebels vezetőedzője lett. Legsikeresebb szezonja a 2014-es volt, amikor a csapat megosztva a Mountain West Conference második helyére került, Garie Blandót pedig a konferencia legjobb játékosának választották.
2013 és 2016 között a nemzeti válogatott és a nemzeti junior válogatott védőedzője volt.
2017. június 27-én a Santa Clara Broncos vezetőedzőjévé nevezték ki. 2019. június 24-én bejelentették visszavonulását.

## Eredményei vezetőedzőként
| Szezon                                      | Eredmény                               | Eredmény                               | Helyezés                               |
| Szezon                                      | Összesen                               | Konferencia                            | Helyezés                               |
| UNLV Rebels (Mountain West Conference)      | UNLV Rebels (Mountain West Conference) | UNLV Rebels (Mountain West Conference) | UNLV Rebels (Mountain West Conference) |
| ------------------------------------------- | -------------------------------------- | -------------------------------------- | -------------------------------------- |
| 2013                                        | 21–31                                  | 7–11                                   | 6.                                     |
| 2014                                        | 26–28                                  | 15–9                                   | T–2.                                   |
| 2015                                        | 25–30                                  | 11–13                                  | T–5.                                   |
| 2016                                        | 24–31                                  | 8–16                                   | 8.                                     |
| 2017                                        | 25–27                                  | 8–16                                   | 8.                                     |
| Eredmény:                                   | 121–127 (.451)                         | 49–65 (.430)                           | –                                      |
| Santa Clara Broncos (West Coast Conference) |                                        |                                        |                                        |
| 2018                                        | 9–37                                   | 4–11                                   | T–4.                                   |
| 2019                                        | 16–34                                  | 8–7                                    | 3.                                     |
| Eredmény:                                   | 25–71 (.260)                           | 12–18 (.400)                           | –                                      |
| Összesen:                                   | 146–218 (.201)                         | –                                      | –                                      |

## Fordítás
- Ez a szócikk részben vagy egészben  a   Lisa Dodd című angol Wikipédia-szócikk ezen változatának fordításán alapul.  Az eredeti cikk szerkesztőit annak laptörténete sorolja fel. Ez a jelzés csupán a megfogalmazás eredetét és a szerzői jogokat jelzi, nem szolgál a cikkben szereplő információk forrásmegjelöléseként.